# Relaciones Georgia-Venezuela
Las relaciones Georgia-Venezuela se refieren a las relaciones internacionales que existen entre Georgia y Venezuela.

## Historia
Georgia desconoció los resultado de las elecciones presidenciales de Venezuela de 2018, donde Nicolás Maduro fue declarado como ganador.[cita requerida] En 2019, durante la crisis presidencial de Venezuela, Georgia reconoció a Juan Guaidó como presidente de Venezuela.